# Skolor i Örebro

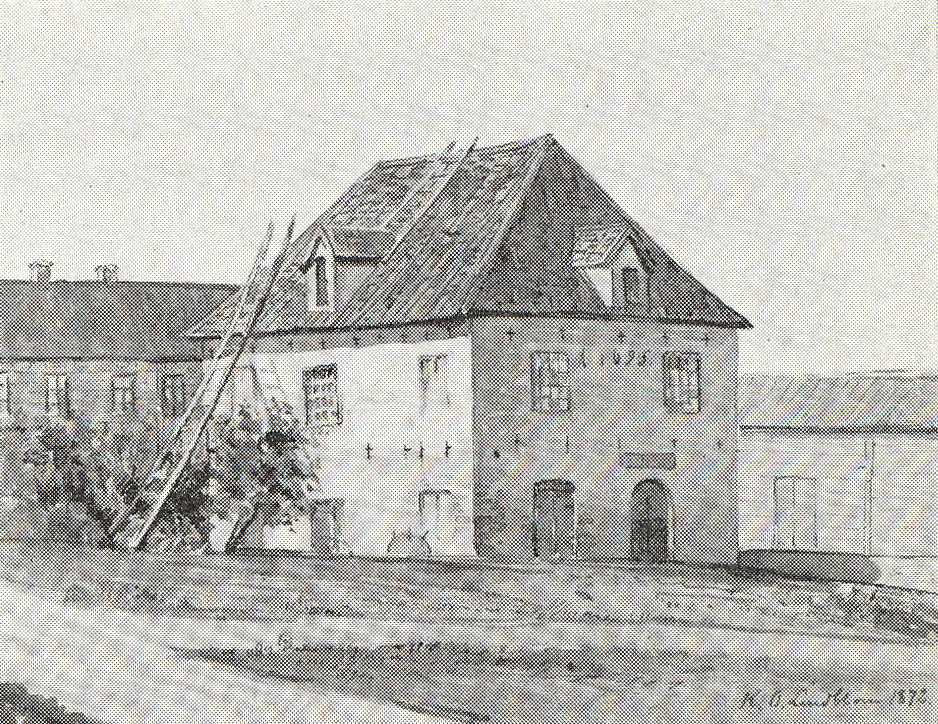
Örebro trivialskola, numera Nikolai församlingshem.

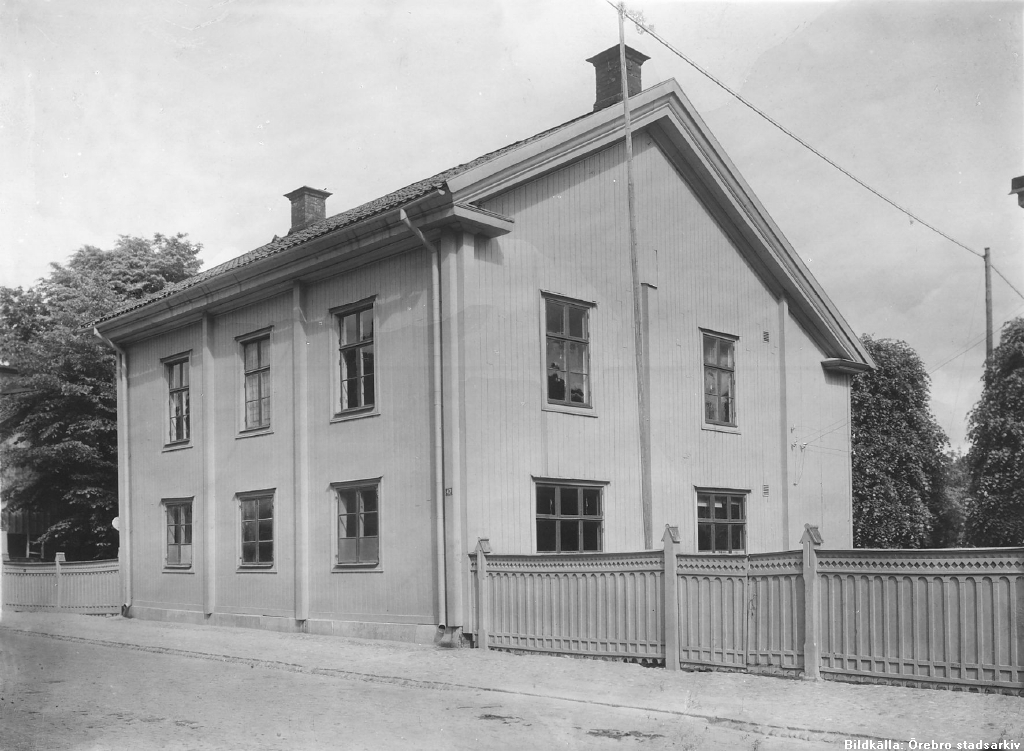
Bell-Lancasterskolan vid Drottninggatan 47.

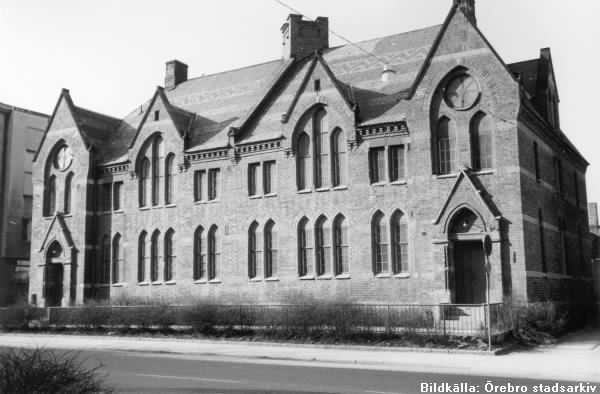
Nikolaiskolan (nu riven) vid Trädgårdsgatan i Örebro.

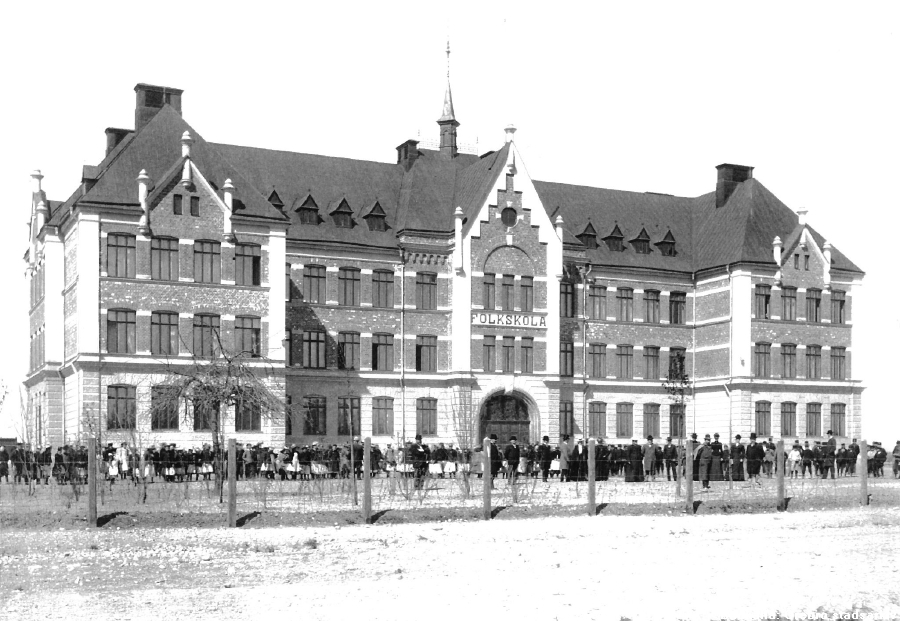
Västra folkskolan (Vasaskolan) år 1903.

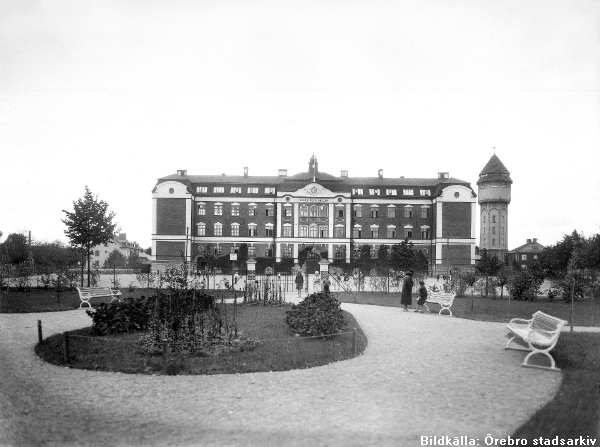
Norra folkskolan (Olaus Petriskolan) på 1920-talet.

Skolväsendet i Örebro har medeltida anor. 

## Historik

### Trivialskola
På 1300-talet fanns tio trivialskolor i landet till vilka Örebro skola hörde. Stadens borgare ägde och underhöll skolan. Gustav Vasa omvandlade trivialskolan till katedralskola. Där fanns undervisning i svenska, latin och kristendom. Den senare i form av salighets-lära, det vill säga protestantism. Elever under åren före protestantismens införande var kyrkomännen och bröderna Olaus (1493–1552) och Laurentius Petri (1499–1573). År 1615 blev den dynamiske Jacobus Boose Rudbeckius rektor. Han hade studerat i Uppsala och i Tyskland, och hade själv tidigare varit elev i skolan. Genom energiskt arbete och pengainsamling lyckades han återupprätta skolans status. Omkring år 1808 flyttade skolan till gamla kronobränneriet vid Olaigatan. År 1820 förvandlades trivialskolan jämlikt 1820 års skolordning till Karolinska högre lärdoms- och apologistskolorna, en skolform som närmast motsvarar realskola, eller vår tids högstadium. Fram emot mitten av 1800-talet tillkom ett gymnasium, och skolan blev då Karolinska elementarläroverket.

### Bell-Lancaster-skola och Enskild flickskola
I ett gåvobrev 1818 från firman C.G. & J.D. Broms 1818, överlät firman den s.k. "Kasernbyggnaden" vid Drottninggatan 47 på söder för nedervåningen skulle kunna utnyttjas för undervisning av pojkar enligt den s.k. Bell–Lancaster-metoden. År 1831 kunde pojkarna ta övervåningen av nämnda hus i anspråk, varvid en lancasterskola för flickor inrättades i bottenvåningen på samma hus. År 1840 instiftades en småbarnsskola genom sällskapet " Småbarnskolans vänners" försorg.

### Folkskolan
Genom Folkskolestadgan av år 1842 blev det obligatoriskt för kommunerna att inrätta Folkskolor. Till en början lät man Lancaster-skolan fortsätta som tidigare, men inrättade en ordinarie folkskollärartjänst. Dess förste innehavare blev Johan Broddén.
Den 13 maj 1874 uppdrogs åt drätselkammaren att låta bygga tre folkskolebyggnader. Den första förlades till Marsfältet, vid korsningen av Storgatan och Järnvägsgatan. Den kom att heta Marsfältets skola, och stod klar 1875. Det andra skolhuset placerades vid Rudbecksgatan och kallades Rudbeckiusskolan. Det tredje skolhuset kom att ligga i Ladugårdsskogen och kallades Ladugårdsskogens skola. Samtidigt beslutade man om att inköpa skolhuset vid Sofielund (Storgatan 50), som dittills varit privathus. Senare tillkom Nikolaiskolan som uppfördes år 1882 vid Trädgårdsgatan, och Brolyckans skola i västra stadsdelen. Alla dessa skolor är nu rivna.
Den andra stora fasen i folkskolebygget var att bygga de två stora skolorna Västra folkskolan (senare Vasaskolan) och Norra folkskolan (senare Olaus Petriskolan). Den förstnämnda invigdes år 1900, och den sistnämnda år 1908.

## Lista över skolor i Örebro

### Lista över grundskolor
- Adolfsbergsskolan F-9
- Almbro skola F-6
- Almby skola F-9
- Askers skola F-6
- Björkhagaskolan F-3
- Brickebackens skola F-6
- Bruket F-6
- Brunnsskolan F-6
- Eklundaskolan F-6
- Engelbrektsskolan 4-9
- Ervalla skola F-6
- Garphyttans skola F-6
- Glanshammars skola F-9
- Gumaeliusskolan 7-9
- Hampetorps skola F-6
- Hovstaskolan F-6
- Kattungens förskola F
- Kilsmo skola F-4
- Kristinaskolan F
- Kryddgårdsskolan F-3
- Latorps skola F-3
- Lillåns skola F-9
- Lillåns södra skola F-6
- Lundbyskolan F-6
- Mariebergsskolan F-6
- Mellringeskolan F-9
- Mosjö skola F-6
- Mykoriusskolan F-5
- Navets skola F-9
- Norrbyskolan F-6
- Närkes Kils skola F-6
- Odenskolan F-9
- Olaus Petriskolan F-9
- Oxhagsskolan F-6
- Rostaskolan F-6
- Stora Mellösa skola F-6
- Stureskolan F-3
- Sörbyskolan F-6
- Sörbyängsskolan F-6
- Tegnérskolan F-3
- Varbergaskolan F-5
- Vintrosa skola F-6
- Viktoriaskolan F-9
- Vivallaskolan F-9
- Wallerska skolan F-5
- Västra Engelbrektsskolan (tidigare Holmens skola, Mikaelskolan) F-9
- Ölmbrotorps skola F-6

### Friskolor
- Fridhems skola F-5
- Grenadjärskolan F-9
- Hannaskolan F-9
- Internationella Engelska Skolan 4-9
- Jensen grundskola 4-9
- Karl Johans skola 4-9
- Nya Karlslundsskolan F-6
- Kunskapsskolan 6-9
- Sverigefinska språkskolan i Örebro F-6
- Tysslinge friskola F-6 i Tysslinge, ej i Örebro
- Viktoriaskolan F-7
- Örebro Waldorfskola 1-9

### Specialskolor
- Birgittaskolan 1-7
- Ekeskolan
- Åsbackaskolan

### Gymnasieskolor
- Karolinska skolan
- Kvinnerstaskolan i Kvinnersta utanför Örebro
- Rudbecksskolan
- Tullängsskolan
- Virginska skolan

### Fristående gymnasieskolor
- Drottning Blankas gymnasieskola
- Grillska gymnasiet
- JENSEN Gymnasium
- LBS Kreativa Gymnasiet
- Liaskolan, fristående gymnasiesärskola
- NTI-gymnasiet
- Praktiska
- Proffsgymnasiet
- Rytmus
- Thoren Business School
- Yrkesgymnasiet

### Nedlagda grundskolor
- Al Azhar-skolan 1-6
- Al-Salamskolan F-5
- Axbergshammars skola
- Brevens skola, Kilsmo
- Brolyckans skola, Thulegatan 10-12 (1882-1939, revs 1942)[4]
- Bell-Lancasterskolan, "Bromsskolan" (se ovan), Drottninggatan 47
- Fridhems skola, Hidingsta
- Gumaeliusskolan (gamla), Kungsgatan 13-15 (1863-?)
- Hagaby skola, Hagabyvägen 2
- Hagaskolan, Östra Vintergatan 1
- Hjärsta skola, Brogatan 90
- Karlslundsskolan (nedlagd 2008)
- Kils kyrkskola
- Lillåstrandskolan (1959-2005)
- Ladugårdsskogens skola (1875-1930, ersattes då av Adolfsbergsskolan)[5]
- Markbackens skola, Lertagsgatan 12
- Marsfältets skola, Storgatan 28 (1875-?)
- Nikolaiskolan, Trädgårdsgatan 12 (1882-?)
- Rudbeckiusskolan, Rudbecksgatan 15 (1876-?) (Rudbecksskolan, se under Gymnasieskolor)
- Rynninge skola, Torsvägen 5
- Sofielunds skola, Storgatan 50 (1874-1946, huset revs 1961)[3]
- Sveaskolan F-6
- Tysslinge skola
- Vasaskolan, (tidigare "Västra skolan") Hertig Karls allé 13-15 (1900-2008)
- Vinöns skola
- Wivalliusskolan, Lars Wivallius väg 107 (1957-2005)
- Västra skolan, Ladugårdsskogen, (1854-?)
- Öknaskolan, Prosagatan 23, (nedlagd 2008)
- Östra skolan, Ladugårdsskogen (1875-?)
- Örebro folkskola, Drottninggatan 47, Örebros första folkskola, grundad 1824

### Nedlagda gymnasieskolor
- Örebro lärdomsskola, Vasagatan 14, flyttad 1808 till Karolinska skolan
- Wadköping Utbildningscenter (f.d. Alnängsskolan)
- Risbergska skolan